# Papágou-Cholargós
Papágou-Cholargós (en grec : Παπάγου-Χολαργός) est un dème situé juste à l'est d'Athènes dans la périphérie de l'Attique en Grèce. Il est créé en 2011 par la fusion des dèmes de Papágou et Cholargós. Le chef-lieu en est Cholargós.